# Poesiens logik
Poesiens logik är ett verk av filosofen Hans Larsson som utgavs 1899. I detta verk vidareutvecklar och förtydligar Hans Larsson de idéer som först presenterades i debutboken Intuition. Harald Høffding menade att det var Larssons mest betydelsefulla bok.
Hans Larsson menar i boken är att poetiska verk (och konstverk i allmänhet) är uttrycksformer för den mänskliga intuitionen. Den intuitiva syntesen är enligt honom att betrakta som "högsta princip för estetiken" och kan förklara både det estetiska skapandet och mottagandet. Intuitionens beskrivs som vår förmåga att förstå en rikedom av föreställningar i en enda åskådning genom att syntetisera kunskap som finns i både våra tankar och känslor. Intuitionen styrs av logiska lagar och därför är diktaren är inte i lägre grad bunden av logiken än vetenskapsmannen. Intuitionen och poesin handlar om livet självt och är därför självändamål i sig; genom intuitionen förverkligas människan och poesin påminner och tillgängliggör för läsaren ett konstverk som återanknyter denne till "aktualiteten", d.v.s. åtrån till liv.
| ”                                | det intuitiva teoretiska lifvet är detsamma som fullt lif, med frisk känsla och spänstig vilja | „ |
| – Hans Larsson, "Poesiens Logik" |                                                                                                |   |

Genom att diktaren intuitivt syntetiserar den kunskap som finns i både förnuft och känsla kan dikten framställa en mer sammansatt och levande verklighetsbild än andra framställningsformer. För att påvisa det logiska och teoretiska innehållet i poesi analyserar Hans Larsson den teoretiska innebörden i poesins ordval och i de poetiska figurerna samt i diktens framställningsform. Han tar upp begrepp som antites, klimax, hyperbol, paradox, ironi, litotes och paralips. Även tautologi, asyndes, polysyndes och synekdoke behandlas. Därtill diskuteras även självinvändningen, utropet, tilltalet, frågan och det plötsligt avbrytandet och deras roll i dikten för tankegången. Vidare belyses liknelse, metaforer, symboler, allegori och personifikation. Även de teoretiska aspekterna av diktens rytm, komposition och andra delar av framställningen diskuteras.

## Fulltextkälla
- Poesins logik. Stockholm: Bonnier. 1899. Libris 20799778. http://hdl.handle.net/2077/52322